# Jamides malaccanus
Jamides malaccanus är en fjärilsart som beskrevs av Johannes Karl Max Röber 1886. Jamides malaccanus ingår i släktet Jamides och familjen juvelvingar. Inga underarter finns listade i Catalogue of Life.